# Pedro Ara Sarria
Pour les articles homonymes, voir Ara.
Pedro Ara Sarria (Saragosse, Espagne, 29 juin 1898 - Buenos Aires, Argentine, 16 septembre 1973) est un médecin, anatomiste et thanatopracteur espagnol.
Licencié (en 1917), puis docteur (en 1919) en médecine et chirurgie de l’université de Madrid, il se spécialisa ensuite dans la conservation d’objets anatomiques par injection de paraffine, procédé qu’il mit en œuvre pour embaumer plusieurs personnalités célèbres, dont en particulier Eva Perón en 1952. Une partie de sa carrière universitaire se déroula à Córdoba, en Argentine, où il enseigna à la faculté de médecine et où il fonda notamment le muséum d’anatomie qui porte son nom.

## Biographie
Après l'achèvement de son cursus de médecine à l’Université de Madrid, il s’en fut se spécialiser à l’Institut anatomique de Vienne en Autriche, sous la direction du professeur  Ferdinand Hochstetter, puis obtint un poste à la faculté des Sciences médicales de l’Université nationale de Córdoba en Argentine. Le 1er juin 1925, il signa un contrat par lequel il s’engageait à se vouer exclusivement aux fonctions de professeur titulaire et de directeur de l’Institut anatomique de Córdoba et à mettre sur pied un muséum d’anatomie, connu aujourd’hui sous le nom de Museo Anatómico Pedro Ara, sis dans cette même ville de Córdoba. En 1927, il succéda au professeur Juan Martín Allende.
Ara inaugura son cours de 1925 par une conférence magistrale à propos du faisceau de His, illustrée par une pièce anatomique qu'il avait préparée lui-même.
Entre 1928 et 1929, Ara réalisa, au moyen d’injections de paraffine, ce qui constitue aujourd’hui la préparation vedette du Museo Anatómico Pedro Ara, savoir : la « Cabeza de viejo » (littér. tête de vieillard). Ce procédé paraffinique avait été conçu par le physiologiste belge Léon Fredericq en 1876, reprise ensuite par le professeur Ferdinand Hochstetter, puis perfectionnée par Ara. En l’espèce, la personne embaumée est un mendiant qui rôdait toujours dans les escaliers de l’hôpital. Ara l'appréciait et décida de l’immortaliser de cette manière.
En 1932, considérant qu’il avait fait école, que sa succession était assurée et que son œuvre serait poursuivie, Ara s’en retourna dans son Espagne natale, mais devait revenir en Argentine à plus d’une occasion, comme en 1947, lorsqu’il fut nommé attaché culturel d’Espagne en Argentine.
Entre 1952 et 1953, il embauma, par la même technique du paraffinage, le cadavre d’Eva Perón, dont le cas représente, aux côtés de ceux de Lénine et de Mao Tsé Toung, l’un des trois paradigmes de cette technique dans le monde.